# Anelosimus
Anelosimus este un gen de păianjeni din familia Theridiidae.

## Specii[1]
- Anelosimus agnar
- Anelosimus analyticus
- Anelosimus andasibe
- Anelosimus arizona
- Anelosimus baeza
- Anelosimus biglebowski
- Anelosimus chickeringi
- Anelosimus chonganicus
- Anelosimus crassipes
- Anelosimus decaryi
- Anelosimus dialeucon
- Anelosimus domingo
- Anelosimus dubiosus
- Anelosimus dubius
- Anelosimus dude
- Anelosimus elegans
- Anelosimus ethicus
- Anelosimus exiguus
- Anelosimus eximius
- Anelosimus fraternus
- Anelosimus guacamayos
- Anelosimus inhandava
- Anelosimus iwawakiensis
- Anelosimus jabaquara
- Anelosimus jucundus
- Anelosimus kohi
- Anelosimus linda
- Anelosimus lorenzo
- Anelosimus may
- Anelosimus misiones
- Anelosimus monskenyensis
- Anelosimus nazariani
- Anelosimus nelsoni
- Anelosimus nigrescens
- Anelosimus octavius
- Anelosimus oritoyacu
- Anelosimus pacificus
- Anelosimus pantanal
- Anelosimus pulchellus
- Anelosimus puravida
- Anelosimus rabus
- Anelosimus rupununi
- Anelosimus sallee
- Anelosimus salut
- Anelosimus studiosus
- Anelosimus sulawesi
- Anelosimus sumisolena
- Anelosimus taiwanicus
- Anelosimus tosus
- Anelosimus tungurahua
- Anelosimus vittatus
- Anelosimus vondrona